# In the Evening
In the Evening è il primo brano dell'ottavo album in studio In Through the Out Door del gruppo musicale britannico Led Zeppelin, pubblicato dalla Swan Song Records il 15 Agosto 1979. Il brano è a firma di Jones, Page e Plant, anche se maggior parte del lavoro va assegnato al primo.

## Descrizione
L'idea del brano iniziò da Jones, il quale fece uso di una tastiera Yamaha GX-1 e di una drum machine per la batteria. Page, invece, creò la parte iniziale del brano aggiungendo alla sua chitarra uno Gizmotron, dispositivo brevettato da Lol Creme e Kevin Godley dei 10cc al fine di ottenere un suono distorto.
La parte vocale di Plant, infine, parla di un amore desiderato ma non ricevuto, come ripetuto nel ritornello: "... Oh, I need your love / I need your love /  Oh, I need your love / I just got to have ...". A metà brano, è presente l'assolo di chitarra di Page, il quale, inizialmente, continuerà a mantenere il tempo del brano, per poi rallentarlo notevolmente; nonostante la percepita differenza di In Through the Out Door rispetto agli album precedenti, l'assolo di chitarra del brano è considerato tra i migliori di Page, al pari di quelli dei brani più importanti della band.

## Accoglienza
Il giornalista Charles M. Young di Rolling Stone non diede una recensione positiva all'album, ma apprezzò molto In the Evening: considerò il riff di Page "il migliore dell'intero album" e il brano stesso una via di mezzo tra When the Levee Breaks e In the Light, criticando molto, però, l'interpretazione vocale di Plant, a suo parere "incomprensibile".

## Formazione
- Robert Plant - voce
- Jimmy Page - chitarra elettrica
- John Paul Jones - basso, tastiera
- John Bonham - batteria